# Vilia, Ostroh
Vilia (în ucraineană Вілія) este o comună în raionul Ostroh, regiunea Rivne, Ucraina, formată numai din satul de reședință.

## Demografie
Componența lingvistică a comunei Vilia
     Ucraineană (98,94%)
     Alte limbi (1,06%)
Conform recensământului din 2001, majoritatea populației comunei Vilia era vorbitoare de ucraineană (98,94%), existând în minoritate și vorbitori de alte limbi.